# Anna Ditzen
Anna Margarete Ditzen, Spitzname: Suse (* 12. März 1901 in Geestemünde als Anna Margarete Issel; † 8. August 1990 in Feldberg) war die erste Ehefrau des Schriftstellers Hans Fallada (Rudolf Ditzen) und Pflegerin seines Nachlasses.

## Leben
Anna Ditzen und Hans Fallada lernten sich am 13. Oktober 1928 in der Wohnung ihrer Eltern in der Eiffestraße in Hamburg kennen, wo Hans Fallada zur Untermiete wohnte. Sie heirateten am 5. April 1929 in Hamburg. Ditzen lebte mit ihrem Mann in Neumünster, Berlin, Neuenhagen bei Berlin, Berkenbrück und ab 1933 in Carwitz. Das Paar hatte 2 Söhne, Ulrich, genannt Uli, (geb. 1930) und Achim (geb. 1940), und die Zwillingstöchter (geb. 1933) Edith, die gleich nach der Geburt starb, und Lore, die 1951 einer Sepsis erlag.
In dem Roman Kleiner Mann – was nun? wurde sie von ihrem Ehemann als Pinnebergs Ehefrau („Lämmchen“) porträtiert. Sie war unbestritten die Stütze in Falladas Leben – sie ermöglichte ihm seine produktivsten Jahre: „Sie hat mich erst zu dem gemacht, was ich geworden bin, sie hat einen Verbummelten wieder das Arbeiten gelehrt, einen Hoffnungslosen die Hoffnung“, so Fallada selbst.

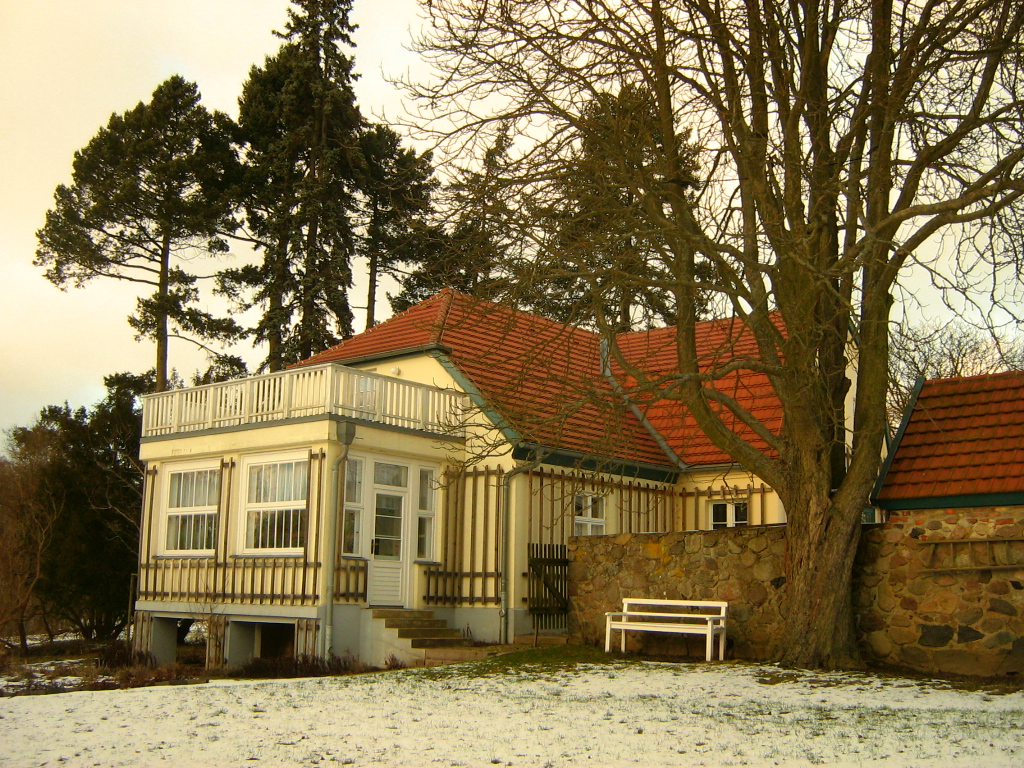
Das Wohnhaus in Carwitz

Wegen andauernder Probleme, u. a. wegen Falladas Alkoholsucht, wurde die Ehe am 5. Juli 1944 geschieden. Nach der Scheidung lebten beide noch gemeinsam auf dem Carwitzer Anwesen. Im August 1944 schoss Fallada in angetrunkenem Zustand vermutlich auf seine Frau, traf aber einen Tisch. Auf Grund dieses Vorfalls wurde er zur Begutachtung in den Maßregelvollzug der Landesanstalt Neustrelitz-Strelitz eingewiesen. Die auf versuchten Mord lautende Anklage wurde wegen verminderter Zurechnungsfähigkeit zurückgezogen.
Anna Ditzen, der gemeinsam mit den Kindern Haus und Hof in Carwitz gehörte, lebte nach der endgültigen Trennung von Fallada weiterhin dort, u. a. pflegte sie bis zu deren Tod 1951 Falladas Mutter Elisabeth.
Sie bezog nur eine kleine Rente aus den Tantiemen der Bücher Falladas und betrieb für den Lebensunterhalt Ackerbau und nahm Feriengäste auf. Nachdem sie das Anwesen 1965 an den Kinderbuchverlag Berlin verkauft hatte, zog sie in das nahe Feldberg, wo sie 1990 starb.
Im DEFA-Spielfilm Fallada – Letztes Kapitel (1988) wird Anna Ditzen von Jutta Wachowiak verkörpert.
Der Sohn Ulrich Ditzen (1930–2013) veröffentlichte 2004 aus dem Briefwechsel mit seinem Vater und 2007 aus dem Briefwechsel der Eltern im Aufbau-Verlag.